# Anoura
Anoura (Gray, 1838) è un genere di pipistrelli della famiglia dei Fillostomidi.

## Descrizione

### Dimensioni
Al genere Anoura appartengono pipistrelli di piccole dimensioni, con la lunghezza della testa e del corpo tra 53 e 81 mm, la lunghezza dell'avambraccio tra 34 e 46 mm e un peso fino a 18 g.

### Caratteristiche craniche e dentarie
Il cranio presenta un rostro allungato e delle arcate zigomatiche incomplete. La mandibola è sporgente e si estende oltre la mascella. Gli incisivi superiori sono accoppiati e separati tra loro da un ampio spazio. Gli incisivi inferiori sono mancanti. I canini sono più grandi nei maschi.
Sono caratterizzati dalla seguente formula dentaria:

### Aspetto

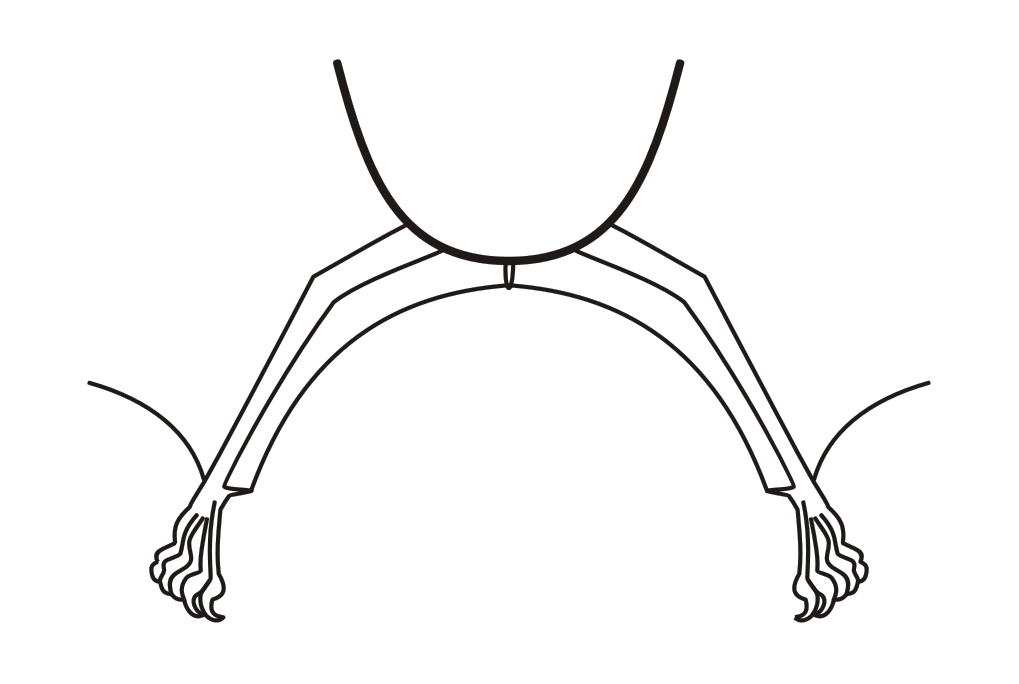
Illustrazione della parte posteriore di Anoura caudifer

Il colore generale del corpo varia dal marrone scuro al bruno-nerastro. Il muso è allungato e fornito all'estremità di una piccola foglia nasale lanceolata, mentre il labbro inferiore è sporgente. La lingua è allungabile e fornita di papille sulla punta. Le orecchie sono relativamente piccole e separate. La coda è spesso mancante o ridotta ad un rudimentale tubercolo, nascosto nella pelliccia. Il calcar è molto corto, quasi rudimentale. L'uropatagio è ridotto ad una sottile membrana lungo la parte interna degli arti inferiori, è poco sviluppato al centro ed è ricoperto densamente di peli. Il suo margine libero può assumere la forma di una V o di una U rovesciate.

## Distribuzione
Il genere è diffuso in America Centrale e meridionale.

## Tassonomia
Il genere comprende 9 specie:
- Forme prive di coda.

Anoura cadenai
Anoura carishina
Anoura geoffroyi
Anoura latidens
- Forme con la presenza di una coda rudimentale.

Anoura caudifer
Anoura cultrata
Anoura fistulata
Anoura javieri
Anoura luismanueli